# والتر جونسون (مؤرخ)
والتر جونسون (بالإنجليزية: Walter Johnson)‏ هو مؤرخ أمريكي، ولد في 27 يونيو 1915، وتوفي في 14 يونيو 1985.